# Kanton Montferrand
Der Kanton Montferrand war von 1982 bis 2015 ein französischer Kanton im Arrondissement Clermont-Ferrand im Département Puy-de-Dôme und in der Region Auvergne-Rhône-Alpes. Er umfasste einen Teil der Stadt Clermont-Ferrand.